# География Парагвая

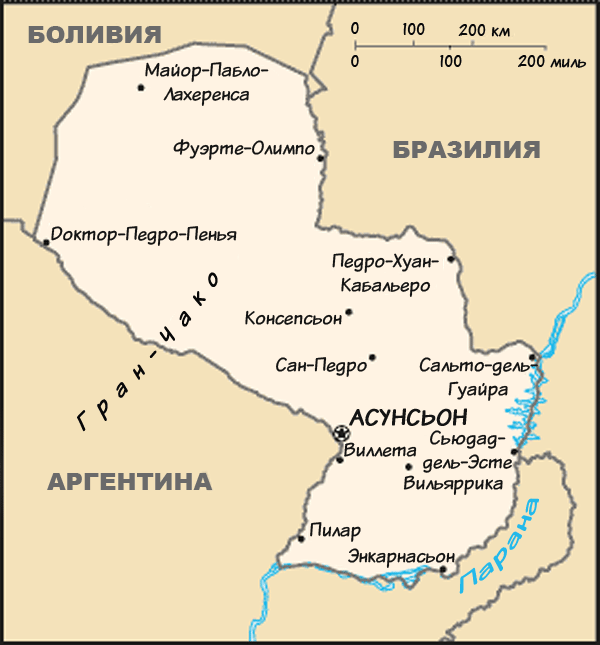
Карта Парагвая

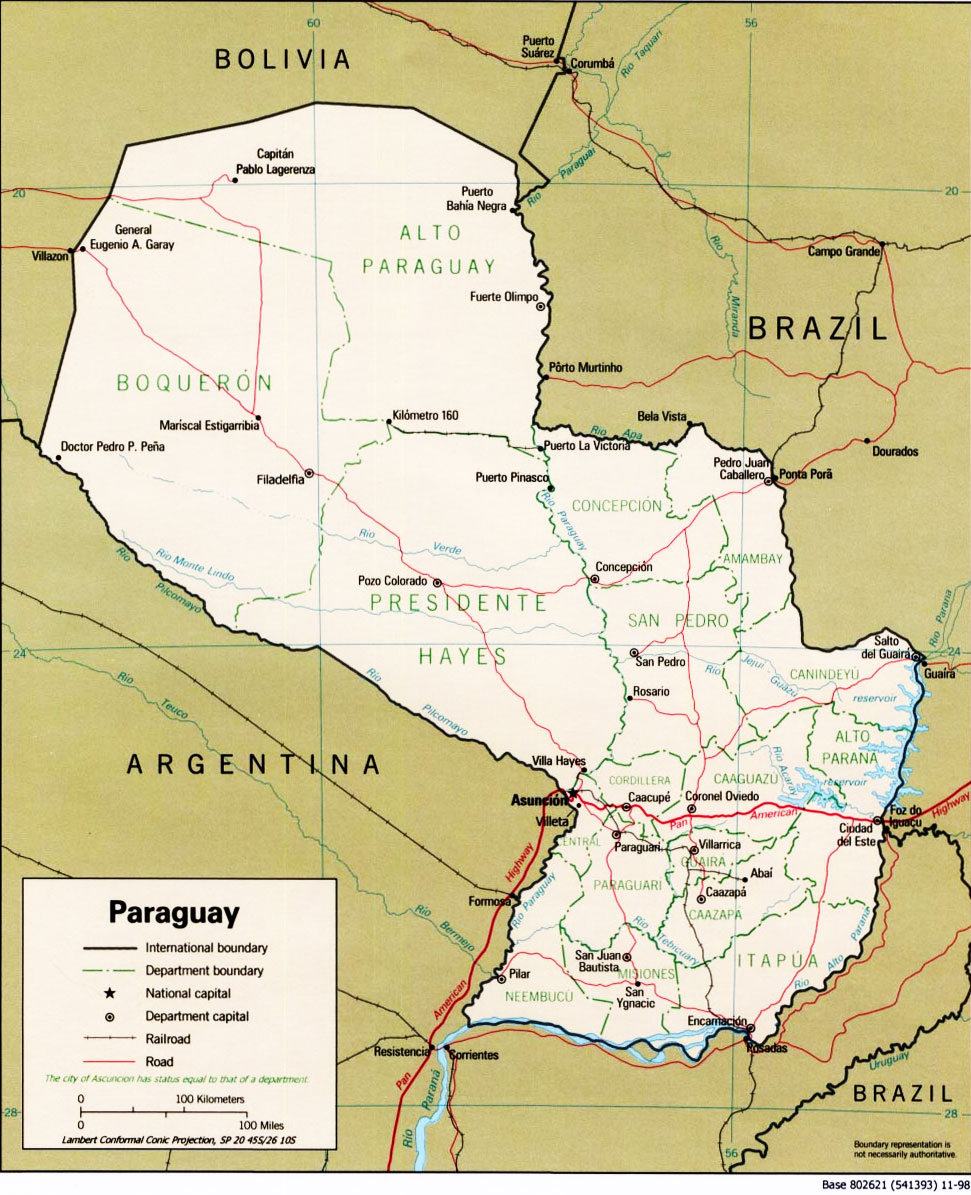
Политическая карта Парагвая

Республика Парагвай расположена в центральной части Южной Америки, не имеет выхода к морю.
Расположен между 54°19' и 62°38' западной долготы, 19°18' и 27°36' южной широты.
Общая площадь территории страны 406 752 км². Она занимает 59 место в списке стран по площади после Ирака. Площадь суши — 397 302 км², водной поверхности — 9450 км²
Парагвай граничит на северо-востоке и востоке с Бразилией, на юго-востоке, юге и юго-западе — с Аргентиной, на северо-западе и севере — с Боливией.
Общая протяжённость границы — 3920 км (протяжённость границ с Бразилией — 1290 км, с Аргентиной — 1880 км, с Боливией — 750 км).
На юге, по границе с Аргентиной, на реке Парана Парагваю принадлежат два крупных острова — Ясирета и Таливера.

## Рельеф

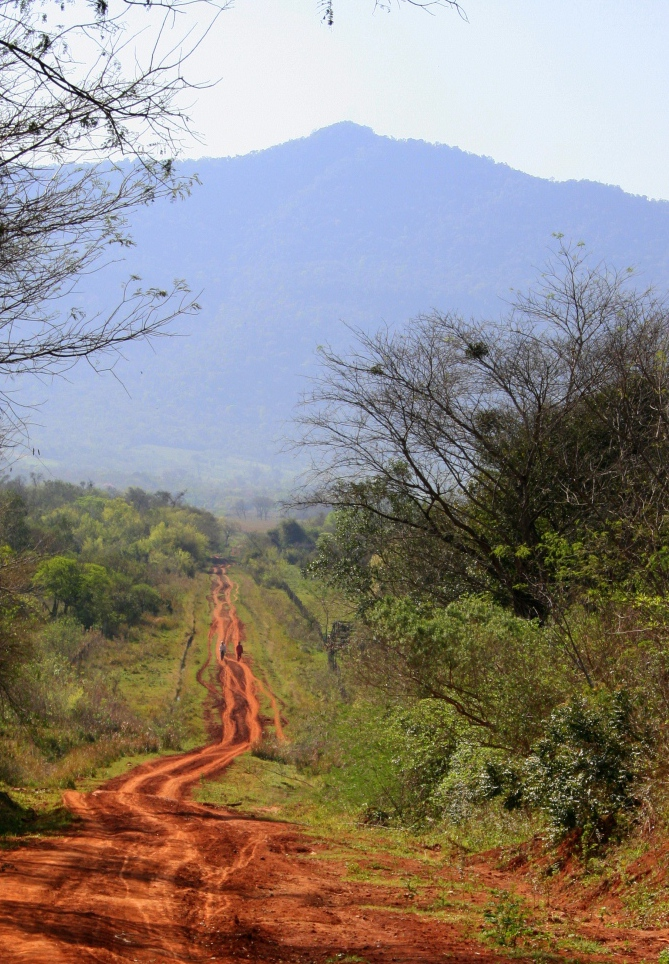
Гора Серро-Перо — высшая точка Парагвая

Река Парагвай, протекающая по обширной аллювиальной равнине, делит страну на две части: к востоку от реки находится область Параменья, к западу — область Гран-Чако.
В области Параменья находятся плодородные низменности, орошаемые многочисленными реками с заболоченными берегами. Местами над плоскими днищами долин возвышаются гряды холмов, сложенные кристаллическими породами и в структурном отношении связанные с Бразильским нагорьем, расположенным далее к востоку. Одна из таких гряд достигает р. Парагвай севернее г. Консепсьона, ещё одна пересекает реку у г. Асунсьона. В этой холмистой местности сосредоточена большая часть населения Парагвая. Дальше к востоку, от города Энкарнасьон до границы с Бразилией, тянется высокий уступ, ограничивающий с запада плато Парана. Платообразные поверхности высотой от 300 до 600 м над уровнем моря образовались в результате происходивших в далеком прошлом неоднократных излияний лавы; при этом слои лавы переслаивались с горизонтами красноцветных песчаников. Река Парана, прорезающая плато и текущая в южном направлении, достигает границы Парагвая у Гуаиры и образует здесь серию водопадов. Строительство у города Сьюдад-дель-Эсте плотины Итайпу привело к образованию огромного водохранилища, которое разливается вверх по течению вдоль бразильской границы более чем на 150 км.
Самая высокая точка страны — гора Серро-Перо — 842 м, самая низкая — место слияния рек Парагвай и Парана — 46 м.

## Поверхностные воды

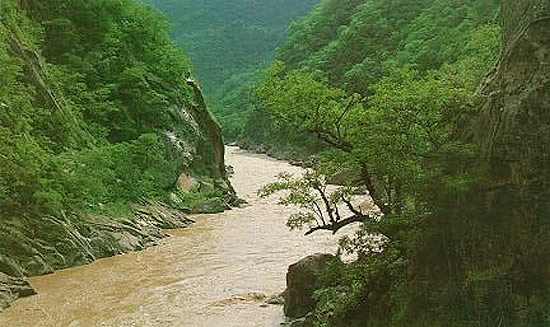
Река Пилькомайо

По территории Парагвай проходят три главные реки — Парана (4400 км, из них 800 км — в пределах Парагвая), судоходна от океана до столицы г. Асунсьон. Река Парагвай (2600 км, из них 1200 км — в пределах Парагвая), судоходна. В северной части река является государственной границей Парагвая и Бразилии, в южной части — государственной границей Парагвая и Аргентины. Правый приток р. Параны. По границе с Аргентиной расположена судоходная река Пилькомайо. Является государственной границей между Парагваем и Аргентиной. Правый приток р. Парагвай, впадает в районе г. Асунсьон.

## Климат
В области Параменья действует субтропический климат, в области Чако — тропический. Погодные условия в разных областях Парагвая неоднородны. Средние температуры января (середины местного лета) на юге — + 27…+29 °С, на северо-западе — +23…+34 °С, часто наблюдаются жаркие дни, когда температурные показатели поднимаются до +35—45 °С. В июле (середина местной зимы) воздух остывает на юге до +16—19 °С, на севере — до +14—25 °С. В этот же период тёплые атлантические ветры могут служить причиной нагревания воздуха до + 35 °С, а воздушные массы из Антарктики — остывания до +6 °С. По мере продвижения к западу количество осадков уменьшается. В горных восточных районах выпадает за год около 2200 мм, в центральных зонах — до 1600 м, на западе страны — от 750 мм. В горной местности погода зависит от высотной поясности, зачастую климатические условия довольно суровые.

## Растительность, флора и фауна

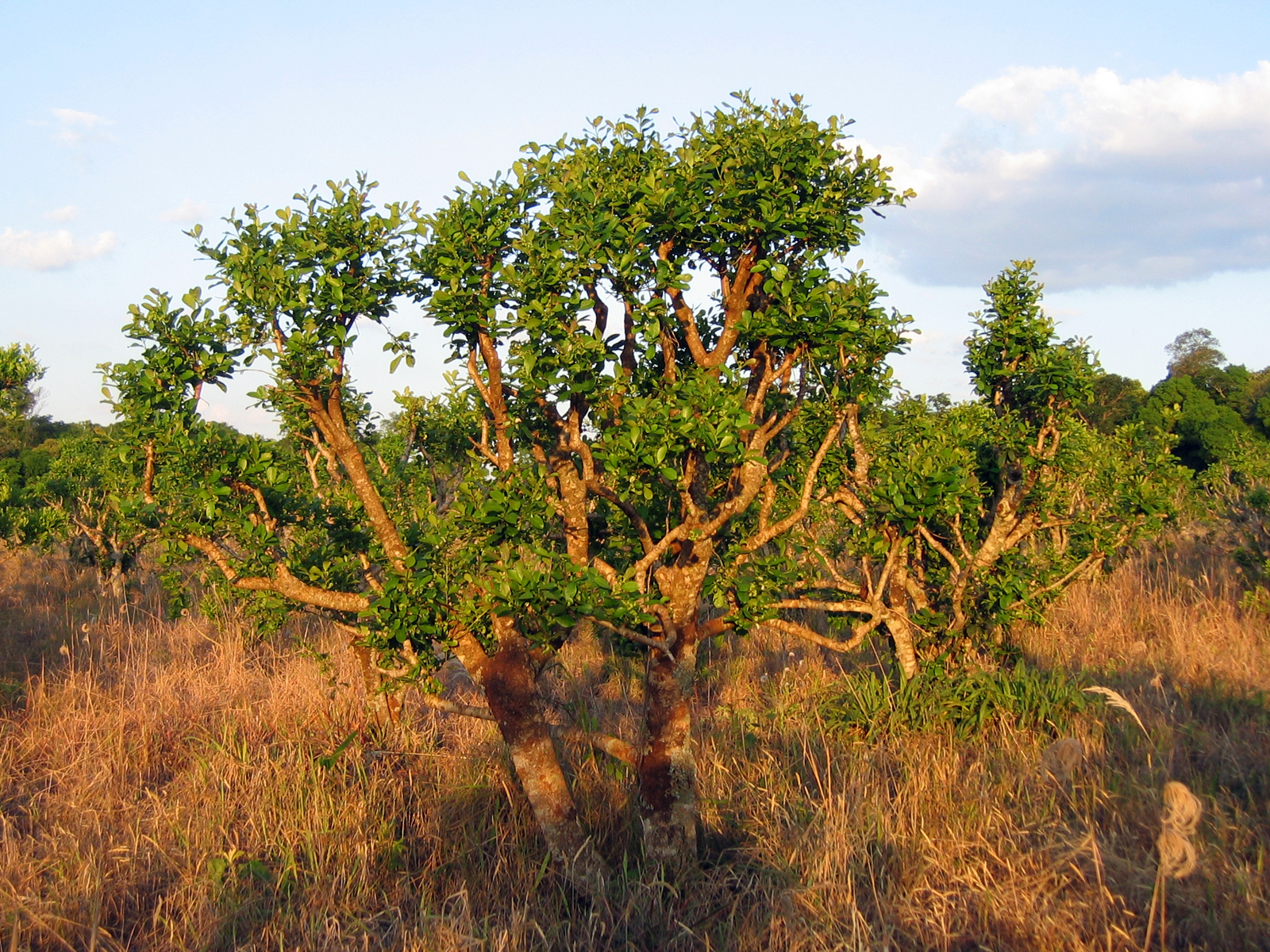
Парагвайский падуб

На территории Парагвая распространены в основном леса и редколесья. Наибольшей густоты леса достигают в районе бассейна р. Параны. По мере продвижения на запад они постепенно редеют. На влажном востоке произрастают вечнозелёные леса и кустарники. Произрастают араукария, парагвайский падуб (из его листьев готовят тонизирующий чай — мате), сиагрус Румянцева и др. В центре заболоченные леса перемежаются с высокотравными саваннами и болотами, на западе — тропическое редколесье с ценными породами деревьев, например, квебрахо, альгарробо, чаньяр. Здесь также распространены пальмовые рощи с преобладанием восковой пальмы, много одичавших апельсиновых деревьев.

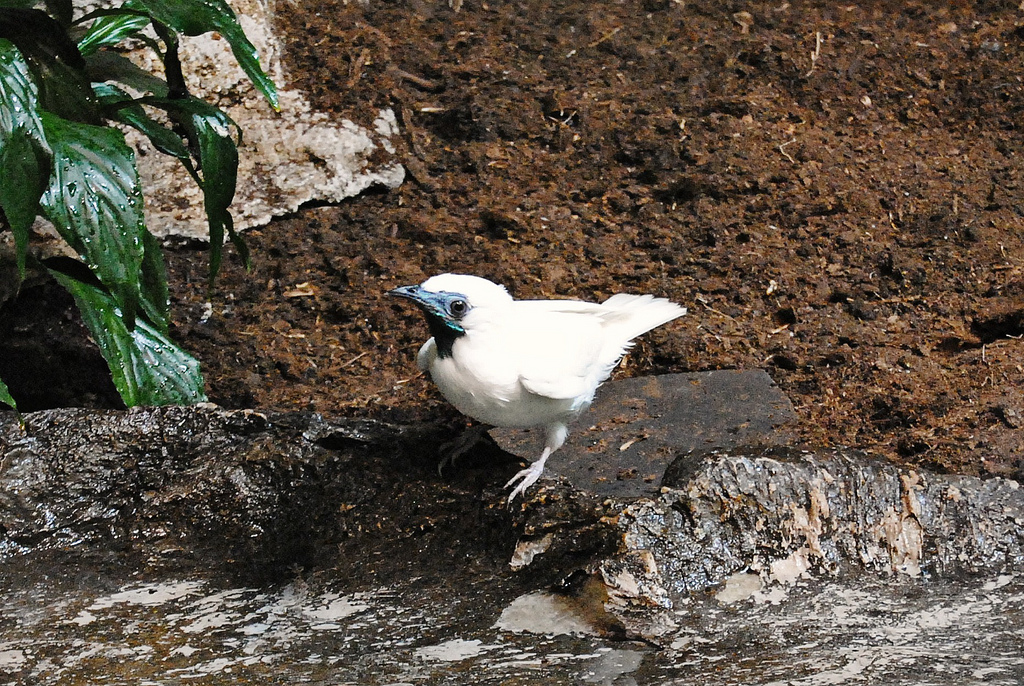
Гологорлый звонарь - национальная птица Парагвая

В тропических лесах, редколесьях и саванне обитает множество самых различных животных — млекопитающих, птиц, змей. Из кошачьих наиболее известны пума и ягуар. Своеобразное животное — гривистый волк, обитающий в саванне и по окраинам болот, заросших густой травянистой растительностью.
В Парагвае встречаются также болотный олень, тапиры, капибара, трёхпоясные броненосцы, кинкажу, различные виды обезьян (в частности, крошечная игрунка, чёрный ревун, светлый прыгун, азарская мирикина) и другие животные.

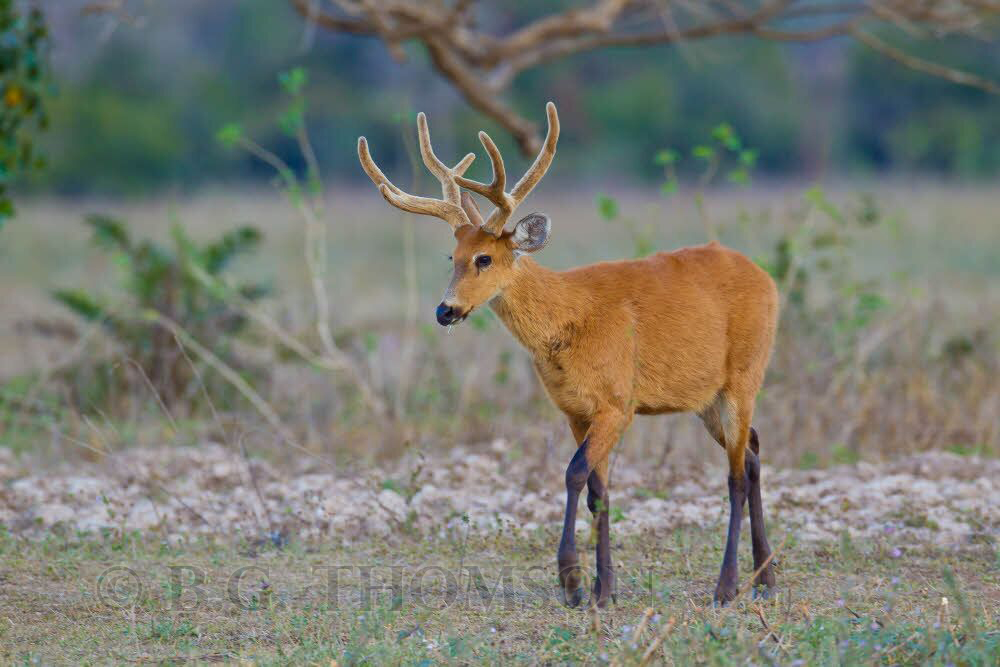
Болотный олень

Берега рек, болот и озёр богаты пернатыми: здесь обитают множество диких уток, пеликаны, аисты, фламинго, чайки, ибисы. Лесные поляны изобилуют птичками колибри. Национальной птицей Парагвая является гологорлый звонарь.
Из змей встречаются: парагвайская анаконда, обыкновенный удав, ботропс Моойёны, пятнистая жарарака, каскавелла, белопоясный коралловый аспид, бразильский гигантский уж, бежука, бразильский кустарниковый филодриас и др.
Часто встречаются кровососущие летучие мыши. И люди, и скот сильно страдают от огромного количества насекомых — саранчи, москитов и клещей. Заметным элементом равнинного пейзажа являются термитники, имеющие вид усечённых конусов красного цвета.

## Особо охраняемые природные территории
Особо охраняемые природные территории занимают площадь суши в 26 092 км², что составляет 7 % от всей территории страны.
На территории Парагвая существует несколько национальных парков: Национальный парк Серро Кора, Национальный парк Ньякундай, Национальный парк Дефенсорес дель Чако, Национальный парк Ипоа, Национальный парк Ипакараи,  Национальный парк Ибикуи и др.